# The Tan Aquatic with Steve Zissou
The Tan Aquatic with Steve Zissou («Пляжный загар со Стивом Зиссу») — одиннадцатая серия пятого сезона мультсериала «Гриффины». Премьерный показ состоялся 18 февраля 2007 года на канале FOX.

## Сюжет
Стьюи обгорает на солнце во время турнира по гольфу, устроенного Питером, Джо, Кливлендом и Куагмиром. Малышу это нравится, и он решает теперь регулярно посещать солярий.
Тем временем Крис обнаруживает, что у него появился соперник в деле утренней разноски газет — Кайл. Крис рассказывает об этом Питеру, и тот приходит в дом Кайла, чтобы поговорить с мальчиком. Тот оказывается необычайно грубым, и Питер, не сдержавшись, избивает его. Через некоторое время родители Кайла звонят Гриффинам, рассказывая о происшествии. Лоис вынуждает Питера извиниться перед мальчиком, и вскоре они становятся друзьями. Кайл открывает Питеру прелесть издевательства над людьми. Питер, проникнувшись речами мальчика, начинает издеваться над домашними.
Гриффины устанавливают у себя дома солярий. Стьюи, теперь помешанный на бронзовом цвете кожи, просит Брайана окончить его процедуры через пятнадцать минут после включения аппарата, но пёс засыпает, и отключает машину только через шесть с лишним часов.
После того, как загар сошёл, Стьюи, решивший уже навсегда завязать с солярием, обнаруживает подозрительную родинку (англ.) у себя на животе. Доктор Хартман, к которому обращается по этому поводу малыш, призывает его подождать результатов анализа, не рак ли это. Тем временем, уверовав, что это — именно рак, Стьюи составляет список вещей, которые он не успел сделать в жизни. Вскоре приходят ответы анализов: у Стьюи рака нет.
Тем временем Питер пытается объяснить Крису, что издеваться над обычными людьми плохо, для чего приезжает к бывшему хулигану своей школы, Рэнди Фалчеру (ныне инвалиду), чтобы отомстить ему за прошлые обиды, но это приводит к тому, что Крис сам избивает Питера, негодуя, что тот унижает беспомощных людей.

## Создание
Автор сценария: Марк Хентеманн
Режиссёр: Юлиус Ву
Композитор: Рон Джоунс
Приглашённые знаменитости: Кейр Гилхрист

## Интересные факты